# Partit polític català
A continuació es presenta una llista de partits polítics de Catalunya amb presència al Parlament de Catalunya des de les eleccions al Parlament de Catalunya de 1932:

## Actuals
| Partit polític o coalició | Partit polític o coalició                                                   | Diputats al Parlament de Catalunya (2017) |
| ------------------------- | --------------------------------------------------------------------------- | ----------------------------------------- |
|                           | Ciutadans - Partit de la Ciutadania                                         | 36                                        |
|                           | Junts per Catalunya                                                         | 34                                        |
|                           | Esquerra Republicana de Catalunya                                           | 32                                        |
|                           | Partit dels Socialistes de Catalunya                                        | 17                                        |
|                           | Catalunya en Comú-Podem (coalició) - Catalunya en Comú - Podem - ICV - EUiA | 8                                         |
|                           | Candidatura d'Unitat Popular - Crida Constituent                            | 4                                         |
|                           | Partit Popular                                                              | 4                                         |

## Històrics
| Partit polític o coalició                            | Eleccions (o any) |
| ---------------------------------------------------- | ----------------- |
| Lliga Regionalista                                   | 1932              |
| Unió Socialista de Catalunya                         | 1932              |
| Partit Radical Autònom de les Comarques Tarragonines | 1932              |
| Unió Catalanista                                     | 1932              |
| Partit Republicà Democràtic Federal                  | 1932              |
| Partit Socialista Unificat de Catalunya              | 1980, 1984        |
| Centristes de Catalunya-UCD                          | 1980              |
| Partit Socialista d'Andalusia                        | 1980              |
| Alianza Popular                                      | 1984, 1988        |
| Centre Democràtic i Social                           | 1988              |
| Partit per la Independència                          | 1986              |
| Solidaritat Catalana per la Independència            | 2010              |
| Front Nacional de Catalunya                          | 2013              |
| Unió Democràtica de Catalunya                        | Fins 2015         |
| Convergents                                          | 2017              |